# Paul Schwer

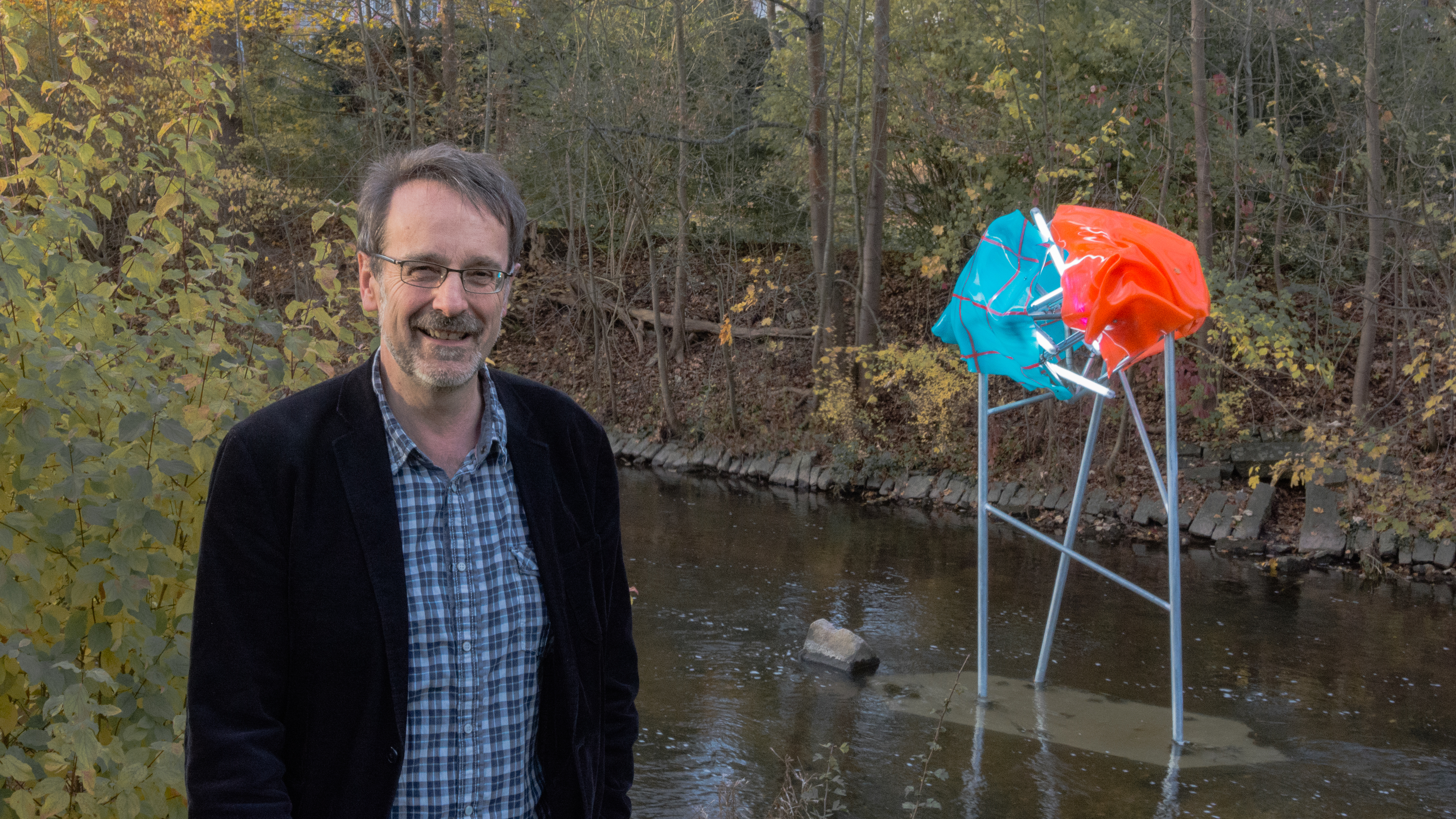
Paul Schwer (2014)

Paul Schwer (* 1951 in Schonach im Schwarzwald) ist ein deutscher Installationskünstler.

## Leben und Wirken
Schwer studierte von 1981 bis 1988 an der Kunstakademie Düsseldorf als Meisterschüler unter Erwin Heerich. 1995 stellte er das erste Mal im Cité des Arts in Paris aus. 2004 bis 2005 erhielt er eine Förderung von Bremerhaven. Seit 2007 ist er Gastdozent der Kunstakademie Münster.
Im Oktober 2009 installierte Paul Schwer auf dem ehemaligen Kaiserbrunnen aus dem Jahr 1893, welcher zuvor an der Dürrheimer Straße stand und für die Kunstinstallation in den Südstern-Kreisel versetzt wurde, sein Kunstwerk Eine Wolke für Donaueschingen. Die Plastik ist 160 cm lang, 120 cm breit, 100 cm hoch und besteht aus Plexiglas mit roten Farbpigmenten. Nachts wird sie von innen beleuchtet, und am Tag erstrahlt sie durch das Sonnenlicht. Finanziert wurde das Kunstwerk mit Hilfe von Sponsorengeldern.
Paul Schwer ist Mitglied im Deutschen Künstlerbund. Er lebt in Düsseldorf.

## Zwischenfall in Donaueschingen
In Donaueschingen installierte Schwer sein Kunstwerk Home an einer Brücke. Das Werk besteht aus ineinander verschlungenen Fenster- und Türrahmen. Einem Donaueschinger Bäckermeister gefiel es nicht; deshalb zündete er das Werk im Januar 2013 mit einem in Benzin getränkten Lappen an. Die Feuerwehr löschte den Brand schnell. Das Werk wurde kaum beschädigt, der Brandstifter jedoch angezeigt.
Ein ehemaliger Stadtrat und Geschäftsführer eines Industrieunternehmens sammelte daraufhin Spenden, mit denen die den Täter erwartende Geldstrafe bezahlt werden sollte. Wer Geld einzahlte, der zeichnete damit auch eine Protestnote dagegen, im öffentlichen Raum Kunstwerke zu postieren, gegen die sich nach Meinung der Initiatoren der Kunstsinn einer breiten Öffentlichkeit sträubt. Mitte Februar 2013, nach zwei Wochen Sammlung, kamen 2998,22 Euro zusammen – mehr als die letztendlich verhängte Geldstrafe betrug.

## Werke
- Neulicht am See mit Orion, Baugerüst mit farbigen Acrylgläsern und Leuchtstoffröhren
- Eine Wolke für Donaueschingen, Kunst im Kreisverkehr
- Re-Bao 3, PET-Skulpturen, Juli 2020 im Lantz’schen Park

## Ausstellungen

### Einzelausstellungen (Auswahl)
- dumplings and paint, Galerie Frank Schlag & Cie., Essen, 2022
- New Viewings, mit Astrid Busch, Galerie Barbara Thumm, Berlin, 2021
- morphing, Johanna Flammer & Paul Schwer, Neue Galerie Gladbeck, 2020/21
- UNGEPLANT. GEPLANT, Galerie Wolfgang Jahn, München, 2020/21
- Trockenbau-Twist, Kunstverein Pforzheim im Reuchlinhaus, Pforzheim, 2019
- Sonnendeck, Antichambre, hotel friends, Düsseldorf, 2019
- Lange Zugfahren, Orangerie Schloss Rheda, 2019
- Von beiden Enden, Museum Goch + Museum Ratingen, 2018
- Galerie Karsten Weigmann + Partner, Düsseldorf (mit Jan Kolata), 2018
- The Windows / Okno, Umetnostna Galerija, Maribor, Slowenien, 2018
- Light Box, Kunstmuseum Celle, 2018
- sägen bohren föhnen, marie wolfgang – Werkstatt und Praxis Gegenwärtiger Kunst[4], Essen, 2017
- Krisenraum, Lutherkirche (Bonn), 2017
- Caddesi, Galerie Heinz Holtmann, Köln, 2016
- Passenger, PI Artworks gallery, Istanbul, TK, 2016
- Shining Shelter, Clemens Sels Museum, Neuss, 2016
- The shape of things to come, Pi Artworks Gallery, London, GB, 2015
- Galerie Karl Pfefferle, München, 2015
- Forum Kunst Rottweil, 2014
- MMIII Kunstverein Mönchengladbach (mit Claudia Desgranges), 2014
- Lichtsschlag, permanente Lichtinstallation, IKOB – Museum für zeitgenössische Kunst, Eupen, Belgium, 2014
- Museum Art Plus, Donaueschingen, 2014
- Spot on, Borusan Contemporary, Perili Kösk, Istanbul, Turkey, TK, 2013
- home, IKOB, Eupen, Belgium, 2013
- Travellin` Light, Kunstverein Ruhr, Essen, 2013
- Das Fruchtfleisch unserer Architektur (mit Joris van den Moortel), Galerie Pfefferle, München, 2013
- Galerie Heinz Holtmann, Köln, 2013
- Neutrinos, Kunstverein Ulm, 2012
- Umma – Ummarum (mit Gereon Krebber), Galerie Robert Drees, Hannover, 2012
- PETS, Galerie Bugdahn und Kaiser, Düsseldorf, 2012
- Morning Margareta, Kunstverein Bremerhaven, 2011
- Museum gegenstandsfreier Kunst, Otterndorf, 2011
- Kunstmuseum Singen, 2010
- Kai Middendorff Galerie, Frankfurt, 2010
- Neue Galerie der Stadt Gladbeck, 2010
- fugue, Kunstverein Augsburg, 2009
- Museum Ludwig, Koblenz, 2009
- home not at home (mit Andrea Ostermeyer), Kulturstiftung Schloss Agathenburg, 2009